# Rudolf IV. (Habsburg-Laufenburg)
Rudolf IV. von Habsburg-Laufenburg (* um 1322; † September 1383) war Graf von Habsburg-Laufenburg, Landgraf im Sisgau und im Klettgau sowie Landvogt in Schwaben und im Oberelsass. 1373 auch Landvogt in Tirol. Sein einziger Sohn und Erbe war Johann IV. von Habsburg-Laufenburg.

## Leben
Rudolf IV. war ein Sohn von Graf Johann I. von Habsburg-Laufenburg und dessen Gemahlin Agnes von Werd. Er war verheiratet mit Elisabeth Gonzaga (1354–1384), der Tochter von Filippino Gonzaga († 1356), dem jüngeren Bruder des Guido, Graf von Mantua (Mantone), und der Anna di Dovara. Rudolfs Nichte Verena, die Tochter seines Bruders Johann II., wurde die zweite Frau seines Schwiegervaters Filippino Gonzaga.
Mit seinem Bruder Johann II. wurde er um 1353/54 in Italien als Condottiere erwähnt, wo er als Söldnerführer diente. Freitag vor Urbani 1373 wurde er als Hauptmann in Tirol genannt. Im Jahr 1376 nahm er mit seinem Sohn Johann IV. an der Bösen Fasnacht teil, der Niederschlagung eines Aufruhrs in Basel. Gemeint ist damit die Teilnahme an dem von Habsburg traditionell zur Fasnacht veranstalteten Ritterturnier, bei dem die Adligen wohl provozierten und dann angegriffen und verjagt wurden. Eine Niederschlagung des Aufruhrs fand offenbar nicht statt bzw. erfolgte erst später in Form eines Dekrets. Am 18. April 1380 nahm er letztmals als Landrichter Teil an der Gerichtssitzung des Landgericht Klettgau am Langenstein bei Tiengen. Er bestätigte hier der Stadt Baden die Freiheiten (Recht auf eigenes Gericht, Asylrecht) die König
Wenzel 1379 dieser gewährt hatte.